# Бурлін
Бурлі́н (каз. Бөрлі) — село у складі Бурлінського району Західноказахстанської області Казахстану. Адміністративний центр Бурлінського сільського округу.
У радянські часи село мало статус смт.
Населення — 3703 особи (2021; 3244 у 2009, 2804 у 1999, 3890 у 1989).